# Christian Ntsay
Christian Ntsay (ur. 27 marca 1961 w Antsirananie) – madagaskarski polityk, premier Madagaskaru od 6 czerwca 2018.
6 czerwca 2018 prezydent Hery Rajaonarimampianina powierzył Ntsayowi misję sformowania nowego rządu po rezygnacji premiera Oliviera Solonandrasany w wyniku ogólnokrajowych protestów. Przed objęciem teki premiera Ntsay pracował dla ONZ.
9 września 2023 zaczął pełnić obowiązki głowy państwa w związku z rezygnacją prezydenta Rajoeliny. 27 października na stanowisku tymczasowej głowy państwa zastąpił go prezydent Senatu Richard Ravalomanana.